# سوگند رحمانی
سوگند رحمانی (زاده ۱۳۴۶ در تهران) چهره‌پرداز و بازیگرِ سینمای ایران است.
بازی در سینما را از سال ۱۳۶۳ با فرار به کارگردانی جمشید حیدری آغاز کرد.
سوگند رحمانی بعد از ایفای نقش در فیلم شب حادثه سال ۱۳۶۷ دیگر فعالیتی نداشته‌است و از جمله بازیگرانی هست که سینمای ایران مدت‌هاست خبری از آنها ندارد.

## بازیگر
1. شب حادثه (۱۳۶۷)
2. کشتی آنجلیکا (۱۳۶۷)
3. ویزا (۱۳۶۶)
4. شیر سنگی (۱۳۶۵)
5. طلسم (۱۳۶۵)
6. آن سوی مه (۱۳۶۴)
7. زنجیرهای ابریشمی (۱۳۶۴)
8. فرار (۱۳۶۳)

## چهره پرداز
1. شیر سنگی (۱۳۶۵)

بوعلی سینا (سریال) ۱۳۶۴